# لینو کاستن
لینو کاستن (انگلیسی: Lino Kasten؛ زادهٔ ۱۷ ژانویهٔ ۲۰۰۱) بازیکن فوتبال اهل آلمان است.
وی همچنین در تیم‌های ملی فوتبال جوانان آلمان، Germany national under-16 football team، جوانان آلمان، و جوانان آلمان بازی کرده‌است.